# Slag bij Lucocisterna
De Slag bij Lucocisterma vond plaats op 29 februari 1324 in Cagliari tussen de Kroon van Aragón en de republiek Pisa tijdens de verovering van Sardinië door Jacobus II van Aragón die plaatsvond tussen 1323 en 1326. Aragón won de slag.

## Wat voorafging
In 1295 had paus Bonifatius VIII de Vrede van Anagni uitgeroepen aan het einde van de Siciliaanse Oorlog (1282-1289).  Daarbij had Jacobus II het Koninkrijk Sicilië aan de Kerkelijke Staat afgestaan, en als tegenprestatie 12.000 Tournese pond en waarschijnlijk de belofte op belening van Corsica en Sardinië gekregen. In het Traktaat van Cefalù werd het huwelijk geregeld tussen Jacobus II en Bianca van Napels, de dochter van Karel II van Napels.
Tijdens de Staten-Generaal van Gerona van 1321 kreeg Jacobus II de steun van koning Sancho van Majorca voor de verovering van Sardinië en later kreeg hij ook nog de steun van de koninkrijken Aragón en Valencia. Hugo II van Arborea eiste een derde van het territorium van de jurisdictie Cagliari op, maar de Pisanen wilden niet toegeven. Daarop volgde de Slag bij Gavino, waar hij de Pisanen overwon die zich in Iglesias en Cagliari terugtrokken.
Daarop concentreerden de Valenciaanse en de Catalaanse vloten zich bij Port Fangós en de Majorcaanse bij Maó. Op 31 mei 1323 stevenden de drie vloten onder de leiding van Alfons IV van Aragón naar Sardinië. Op 14 juni gingen ze in de Golf van Palma di Sulci ten zuiden van het eiland over tot de aanval, waar meteen een aantal Sardische heren en nobelen hun trouw zwoeren.
De Pisaanse vloot met 32 schepen onder adminiraal Manfredi della Gheardesca trof de troepen van Aragón onder de leiding van Francesc Carròs de Cruïlles maar ging niet tot de aanval over, omdat de vijand het overwicht had en ook al te lande paraat stond: met driehonderd Duitse ruiters en 200 boogschutters in Cagliari.
De Catalanen marcheerden naar Iglesias dat met zijn versterkt kasteel en zilvermijnen van groot strategisch belang voor Pisa was en dat al door Hugo van Arborea belegerd werd, een bondgenoot van Alfons. De belegering was begonnen op 1 juli 1323 en heeft tot 7 februari 1324 geduurd. Na de val van Iglesias trokken de troepen van Aragón en van Arborea naar het kasteel van Castro, te midden van zilte moerassen.

## De slag en zijn gevolgen
Op 25 februari 1324 kreeg Alfons versterking van een vloot met 52 schepen, vijfhonderd ruiters en tweeduizend boogschutters en snelde het beleg te hulp. Alfons die op de hoogte was van de ontscheping besliste de loopgraven te verlaten en de Pisanen tegemoet te stormen met het magische zwaard van Vilardell.
Op 29 februari 1324 vond de definitieve slag plaats. Aragón, dat over artillerie en vuurwapens beschikte, haalde de overhand over Pisa. Della Gherardesca kon met 500 van zijn soldaten het kasteel bereiken, waar hij de verdediging organiseerde en de gewonden liet verzorgen. De rest van de Pisaanse troepen geraakten over het eiland verspreid. De overwinning van Aragón was een belangrijke kentering in de heerschappij over Sardinië. Op 19 juni tekende Pisa de capitulatie en stond het alle rechten over het eiland aan Jacobus II af. Uiteindelijk, na de zeeslag bij Cagliari hebben de Genovezen en de Pisanen de laatste stad die ze op het eiland bezetten af moeten staan.